# Cristina Croitoru
Cristina Croitoru (21 de diciembre de 1985) es una deportista rumana que compitió en lucha libre. Ganó dos medallas de bronce en el Campeonato Europeo de Lucha entre los años 2006 y 2011.

## Palmarés internacional
| Campeonato Europeo | Campeonato Europeo  | Campeonato Europeo | Campeonato Europeo |
| Año                | Lugar               | Medalla            | Categoría          |
| ------------------ | ------------------- | ------------------ | ------------------ |
| 2006               | Moscú (Rusia)       | Medalla de bronce  | 48 kg              |
| 2011               | Dortmund (Alemania) | Medalla de bronce  | 48 kg              |